# Giennadij Basztaniuk
Giennadij Siergiejewicz Basztaniuk (ros. Генна́дий Серге́евич Баштаню́к, ur. 22 października 1949 we wsi Chomutowka w guberni kurskiej) – radziecki działacz partyjny i związkowy, Bohater Pracy Socjalistycznej (1986).

## Życiorys
1967 ukończył szkołę zawodowo-techniczną w Moskwie, po czym został ślusarzem w moskiewskiej fabryce, w latach 1968–1970 odbywał służbę wojskową, 1970–1972 pracował w fabryce w mieście Oriechowo-Zujewo. W latach 1972–1986 pracował w fabryce KAMAZ, gdzie od 1976 był brygadzistą, od 1977 należał do KPZR, 1986–1989 przewodniczył Tatarskiej Obwodowej Radzie Związków Zawodowych. W latach 1986–1990 członek KC KPZR, 1987–1990 członek, a 1989–1992 KC Wszechzwiązkowej Centralnej Rady Związków Zawodowych. Deputowany do Rady Najwyższej Tatarskiej ASRR (1986–1990), delegat na XVI i XVII Zjazdy KPZR (1981 i 1986) i na XVIII i XIX Zjazdy Związków Zawodowych ZSRR (1987 i 1990). Mieszka w Moskwie.

## Odznaczenia
- Medal Sierp i Młot Bohatera Pracy Socjalistycznej (10 czerwca 1986)
- Order Lenina (dwukrotnie – 1981 i 10 czerwca 1986)
- Order Czerwonego Sztandaru Pracy (1976)

I medale.